# Veronica Ferres
Veronica Maria Cäcilia Ferres (Solingen, 10 de junio de 1965) es una actriz alemana que ganó en popularidad gracias a su papel coprotagonista junto a Pierre Richard en la película de televisión francesa Sans famille, y con el papel como Sra. Thénardier junto a Gérard Depardieu en la película de televisión Les Misérables. También participó con un papel protagonista en la película Schtonk, nominada al Oscar cómo mejor película extranjera por parte de Alemania en 1992. 
En 2007 interpretó junto a Willem Dafoe y Jeff Goldblum en la producción de cine internacional Adam Resurrected dirigida por Paul Schrader.

## Reconocimientos
- 2007 “Hans-Rosenthal-Ehrenpreis” por su dedicación en el proyecto caritativo “Power-Child”
- 2006	“Premio Bávaro al Mérito” por sus logros y dedicación para Baviera
- 2006	Premio “Goldene Feder”, mejor actriz
- 2005	Premio a la mejor actriz "Bambi" en Alemania por su trayectoria en el cine, la televisión y el teatro
- 2005	“DIVA - HALL OF FAME - Reconicimiento alemán”
- 2004	"Premio Bávaro de Televisión" por "Anna’s Return", "Forever Lost" y "Stronger than Death"
- 2002	Premio "Golden Grimme" por "The Manns"
- 2002	Premio "Goldene Kamera" como mejor actriz de cine y televisión en Alemania
- 2002	Premio de Televisión de Baviera por "The Manns"
- 2002	Premio "ROMY" como actriz más popular en Austria
- 1999	Premio a la mejor actriz por "The Bride", en la novena edición del Festival de Cine de Pescara, Italia
- 1998	Premio "Camera Dorada" como mejor actriz de cine y televisión en Alemania por "Rossini"
- 1992	Premio "Bambi" a la mejor actriz en Alemania por "Schtonk"